# Homonota uruguayensis

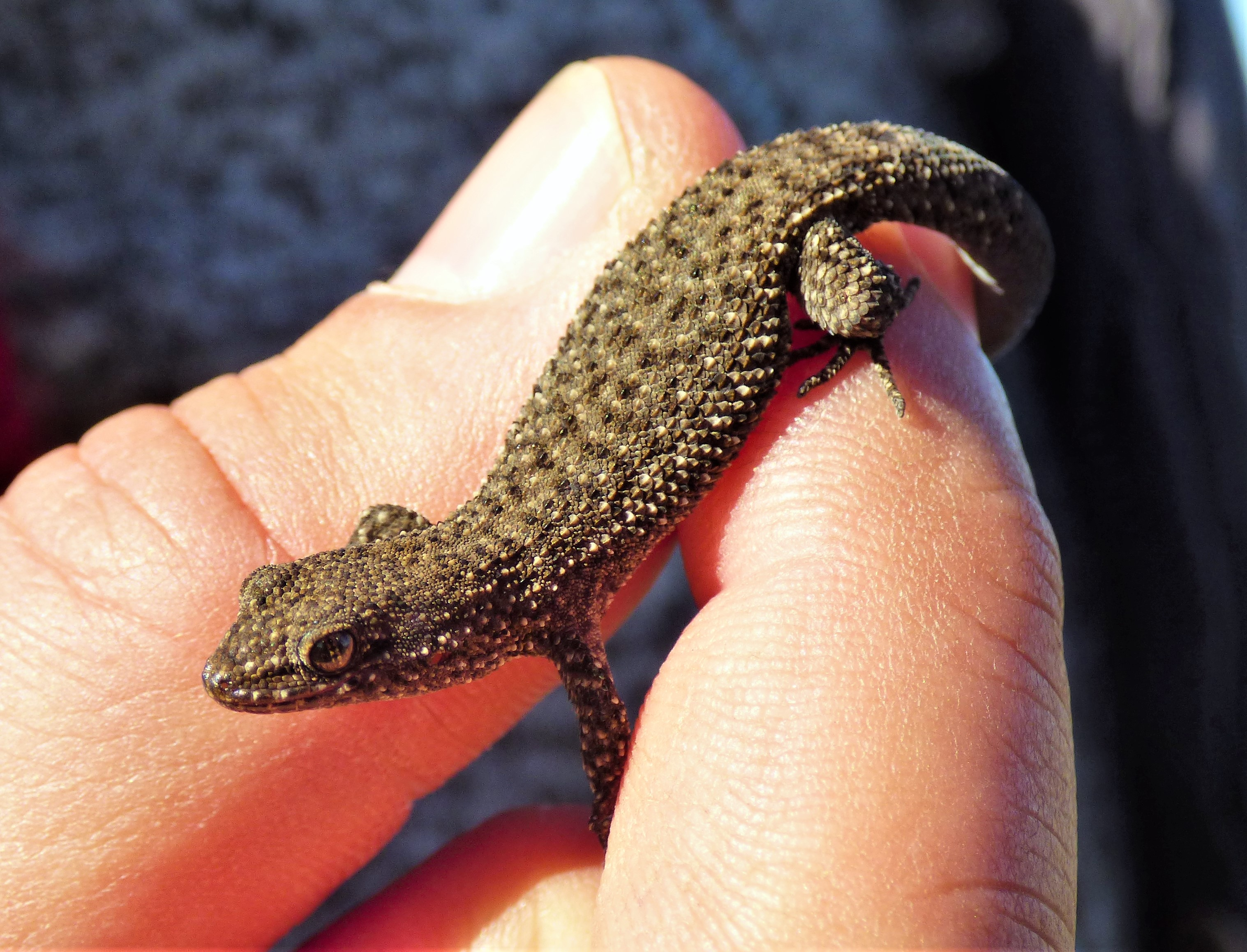
Ejemplar de Geko de las piedras registrado en Uruguay

El geko de las piedras (Homonota uruguayensis) es una especie de lagarto gekónido del género Homonota. Es un saurio de hábitos nocturnos y de dieta insectívora que habita en el centro-este del Cono Sur de Sudamérica.

## Distribución y hábitat
Homonota uruguayensis habita en ambientes rupícolas de zonas serranas. Se distribuye en el norte, oeste y nordeste del Uruguay y el sur y sudoeste del estado austrobrasileño de Río Grande del Sur.

### Brasil
Río Grande del Sur
- Municipio de Rosário do Sul (30º13’39’’S 55º07’37,1’’W)[4]
- Reserva biológica do Ibirapuitã.[5]

### Uruguay
Departamento de Artigas
Departamento de Tacuarembó
Departamento de Rivera
- Arroyo Lunarejo (ZVC-R 5115, 5128).[6]

Departamento de Salto
- Ruta 31, km 109 (ZVC-R 5443).[6]

## Taxonomía
Homonota uruguayensis fue descrita originalmente en el año 1961 por los zoólogos uruguayos Raúl Vaz-Ferreira y Blanca Sierra de Soriano bajo el nombre científico de Wallsaurus uruguayensis.
Localidad tipo
La localidad tipo es: ‘’Arroyo de la Invernada, departamento de Artigas, Uruguay’’.
Etimología
Etimológicamente el término genérico Homonota deriva de las palabras en idioma griego homos que significa ‘uniforme’, ‘mismo’, ‘similar’ y notos que se traduce como ‘dorso’ o ‘espalda’. El nombre específico uruguayensis refiere al origen del ejemplar tipo: la República Oriental del Uruguay, en donde es la única especie del género. 

## Hábitos
Es un lagarto terrestre, que acostumbra a refugiarse y cazar entre afloramientos rocosos arenístico-basálticos.  Bajo una misma piedra es posible encontrar varios ejemplares, o una pareja con su cría. Es un insectívoro que emplea la técnica depredadora denominada “sentarse y esperar” (‘‘sitting and waiting’’) y de ese modo capturar el ítem mayoritario de su dieta, los artrópodos.
Como estrategia para huir de sus depredadores emplea la táctica de la autotomía, además de emitir vocalizaciones. Presenta actividad en las 4 estaciones, tanto diurna como nocturna, mostrándose activos con temperaturas del aire de entre 13 °C y 30,9 °C y temperaturas del sustrato de entre 11 °C y 32.9 °C.
Reproducción
Las hembras realizan desplazamientos a mayores distancias y poseen áreas de vida más extensas que los machos. La hembra deposita bajo piedras entre 1 y 2 huevos, en algunas ocasiones pueden realizar puestas comunitarias donde se han llegado a observar 24 huevos.

## Características
Pequeño lagarto, los adultos miden entre 40 y 50mm de largo. Una combinación de caracteres diagnósticos permite separarlo de otras especies del género Homonota. Homonota uruguayensis se caracteriza por presentar en la superficie dorsal del cuerpo y de las patas anteriores escamas fuertemente imbricadas en forma de quilla, y por poseer en la región post-orbital de la cabeza cubierta por escamas granulares, intercaladas con grandes escamas quilladas.
La especie más parecida es Homonota rupicola (endémica de un cerro del sector oriental del Paraguay), de la que se cree pudo haberse originado en una expansión geonómica de la especie uruguaya con posterior aislamiento relíctico en un cerro paraguayo, lo que favoreció la especiación evolutiva.